# Alexandre José Maria dos Santos
Alexandre José Maria dos Santos O.F.M. (Zavala, 18 maart 1924 – Maputo, 29 september 2021) was een Mozambikaans geestelijke en een kardinaal van de Rooms-Katholieke Kerk.

## Levensloop
Dos Santos volgde het kleinseminarie in Amatongas en het seminarie in Nyasaland. Vervolgens studeerde hij aan het Franciscaans seminarie Varatojo in Lissabon. In 1948 trad hij in bij de orde der Franciscanen, waar hij in 1951 zijn plechtige geloften aflegde. Hij werd op 25 juni 1953 priester gewijd. Vervolgens was hij werkzaam in pastorale functies. Van 1972 tot 1974 was hij rector van het kleinseminarie in Vila Pery (Chimoio).
Op 23 december 1974 werd Dos Santos benoemd tot aartsbisschop van Lourenço Marques; zijn bisschopswijding vond plaats op 9 maart 1975.
Dos Santos werd tijdens het consistorie van 28 juni 1988 kardinaal gecreëerd. Hij kreeg de rang van kardinaal-priester. Zijn titelkerk werd de San Frumenzio ai Prati Fiscali. Hij was de eerste kardinaal afkomstig uit Mozambique.
Dos Santos ging op 22 februari 2003 met emeritaat. Hij overleed in 2021 op 97-jarige leeftijd.
- International Standard Name Identifier: 0000 0003 9584 3379
- Nederlandse Thesaurus van Auteursnamen: 328262234
- Virtual International Authority File: 290646268
- WorldCat: E39PBJfX3BpYtCptWd36Yd3JDq